# ابنهولتس
ابنهولتس (به لاتین: Ebenholz) یک روستا در لیختن‌اشتاین است که در فادوتس واقع شده‌است.

## خصوصیات
ابنهولتس ۴۵۵ متر بالاتر از سطح دریا واقع شده‌است.